# Parenje
Parenje predstavlja polni odnos, odnosno kontakt između seksualnih partnera s unutrašnjom oplodnjom. Stoga može dovesti do začeća i rađanja potomka.
Izraz parenje se u svakodnevnom govoru koristi isključivo za životinje, dok se za ljudska bića koristi jedino kolokvijalno u pežorativnom smislu. 

## Slike
- parenje lavova

## Spoljašnje veze
- Introduction to Animal Reproduction
- Advantages of Sexual Reproduction